# 小行星2706
小行星2706（2706 Borovský）是一颗绕太阳运转的小行星，为主小行星带小行星。该小行星于1980年11月11日发现。
該小行星以捷克作家卡雷爾·波羅弗斯基命名。

## 轨道参数
小行星2706的轨道半长轴为3.0186197 UA，离心率为0.044。